# Jean-Luc Reichmann
Pour les articles homonymes, voir Reichmann.
Jean-Luc Reichmann, né le 2 novembre 1960 à Fontainebleau  est un animateur, comédien, humoriste, producteur et imitateur français.
Il est notamment connu pour avoir présenté successivement Les Z'amours sur France 2 de 1995 à 2000 puis rejoint TF1 pour animer tous les midis Attention à la marche ! de 2001 à 2010. Depuis 2010 il anime Les 12 Coups de Midi, tous les midis sur TF1. Depuis 2013, il incarne Léo Matteï dans la série télévisée Léo Matteï, Brigade des mineurs.
Il fait partie des animateurs télévisés préférés des Français selon plusieurs classements établis ces dernières années.

## Biographie

### Famille, jeunesse et débuts
Le grand-père de Jean-Luc Reichmann, d'origine juive, devant s'expatrier de Slovaquie pour échapper au nazisme, trouve refuge en France. Jean-Luc est le fils de Josette (1935-2022) et Pierre Reichmann (1933-2016). Son père fut directeur de supermarché de l'enseigne Mammouth à Toulouse (« Mammouth Gramont » qui fut remplacé par « Auchan Gramont »).
Jean-Luc Stéphane Reichmann naît le 2 novembre 1960 à Fontainebleau, mais c'est sur la route nationale 88, près de Toulouse, qu'il vivra pendant 27 ans. Il suit une scolarité au collège de L'Union (Haute-Garonne), puis est élève au lycée Saint-Joseph et au lycée Sainte-Marie-des-Champs de Toulouse, où il passe son baccalauréat. Remarqué déjà pour son aisance en public, pendant une fête de fin d'année où l'un de ses enseignants l'imitait sur scène, il monte sur l'estrade et se met à imiter son professeur en retour.[source insuffisante]
Il a un frère, Bruno, et une sœur benjamine, Marie-Laure. Cette dernière, plus jeune de 10 ans, est sourde profonde et l'a inspiré dans son engagement pour les personnes sourdes et malentendantes.
Il pratique le karaté shōtōkan-ryū à haut niveau pendant dix ans, arrive en finale des championnats de France deux fois à 17 et 18 ans, puis est obligé d'arrêter après un grave accident de moto le 10 juillet 1984 dans lequel il perd sa rate.
À 14 ans, il devient apprenti charcutier dans un laboratoire toulousain, puis animateur à Mammouth Gramont. Son père le destine au commerce, si bien qu'il entame des études à Sup de Co Toulouse qu'il n'achève pas, préférant voyager à l'étranger où il effectue de nombreux petits boulots (guide accompagnateur dans les bus, moniteur de voile).
Quand il revient à Toulouse en 1981, c'est la période des radios libres. Il devient alors un pionnier de la radio libre à Toulouse sur RDC. L'année suivante, sous le pseudonyme de « Boogie Chou », il anime des jeux dans une radio libre toulousaine, Radio Cambos, où il fait la connaissance de deux autres animateurs : Serge Lacour et Jean-Marc Biencourt. Ces derniers lui apprennent les rudiments du métier et il reconnaît beaucoup leur devoir.

### Carrière

#### Carrière radiophonique
À la radio, Jean-Luc Reichmann est animateur de la matinale de NRJ Toulouse. On le retrouve en 1989 sur RFM, puis sur Europe 1 en 1996. En 2000, c'est l'animateur de l'émission Allô Jean-Luc sur RMC. En 2001, il est animateur de RTL vous offre vos vacances sur RTL.
À la radio, durant la saison 2002-2003, il anime sur RTL du lundi au jeudi le jeu interactif Vous avez bien deux minutes ? qui oppose chaque soir de 19 h à 20 h une équipe féminine et une équipe masculine,. De septembre 2005 au 27 juin 2008, il anime la matinale de la radio RFM de 6 h à 9 h, du lundi au vendredi. Son départ de la radio est annoncé le 20 juin 2008[réf. nécessaire]. Entretemps, il obtient un rôle pour TF1 dans Le monde est petit (2008), et fait une apparition l'année suivante dans Joséphine, ange gardien, dans l'épisode Ennemis jurés.
Il rejoint l'équipe des Grosses Têtes à partir du 9 février 2022, qu'il quitte un mois après.
Depuis le 10 janvier 2025, il est à la tête d'une nouvelle émission sur Nostalgie diffusée tous les vendredis de 19h à 20h, intitulée On se tutoie ?....

#### Carrière télévisuelle

##### Ses débuts (des années 80 jusqu’aux 2000)
À ses débuts à la télévision, Jean-Luc Reichmann est la voix off de la série de fiction Tribunal, ainsi que des émissions de Nagui (N'oubliez pas votre brosse à dents où il officie également comme chauffeur de salle, Que le meilleur gagne...) ou La Piste de Xapatan. Il prête également sa voix à la série des jeux vidéo FIFA. De 1988 à 2001, il participe aux Guignols de l'info. Il officie aussi dans Motus comme voix off aux côtés de Thierry Beccaro.
Dans les années 1990, il réalise aussi la voix des bandes annonces de TF1, à une époque où celle-ci remplace elle aussi ses speaker[in(e)]s par de simples voix off, et, pour la marque automobiles Citroën, la voix-off des vidéos internes destinées au réseau. En 1991, il apparaît le temps d'un épisode dans la série Navarro et en 1995 dans Nestor Burma. Il fait sa première apparition à la télévision régionale dans Actualités 12h30 sur France 3 Île-de-France le 12 janvier 1994, et sa première apparition sur une chaîne nationale  dans l'émission Ligne de mire sur France 3 le 25 septembre 1994[réf. nécessaire].
À partir de 1995, il devient présentateur de jeux télévisés sur France 2, tout en faisant partie de la ligue d'improvisation française. Il anime entre autres : Les Forges du désert (1999), Jeux sans frontières (1998), Le Trophée Campus et Les Z'amours (1995-2000).

##### Succès populaire sur TF1 (depuis 2001)
En 2000, alors que sa cote de popularité ne cesse d'augmenter, il décide de laisser  Les Z'amours sur France 2 pour essayer de créer son propre jeu. Etienne Mougeotte accepte le concept qui lui permet de créer son jeu divertissement 100% français : Attention à la marche !. L'émission débute le 10 mars 2001, d'abord en week-end puis toute la semaine dès septembre 2001, et ce 364 jours par an (l'émission n'est pas diffusée le 14 juillet en raison du défilé de la Fête nationale), dans Attention à la marche !, l'animateur est accompagné par des "potes", des créatures de synthèse qui sont des objets d'amusement mais aussi des atouts pour les candidats dans leur gravissement des fameuses "marches".
Le jeu a réalisé des audiences importantes, flirtant souvent avec les 40 % de part d'audience qui constitue un parfait lead-in pour le "13 Heures" de Jean-Pierre Pernaut. TF1 a d'ailleurs décliné le programme avec des célébrités mais aussi en prime time. Le format a par ailleurs été exporté dans plusieurs pays, il est notamment resté dans l'histoire de la télé pour sa fameuse séquence intitulée "La question coquine". Portant sur l'amour et/ou le sexe, cette dernière était posée par l'animateur avec, en fond musical, la chanson de Joe Cocker intitulée You can leave your hat on.
En 2006, l'arrivée du nouveau jeu de Nagui sur France 2 Tout le monde veut prendre sa place a fini par attaquer les positions d'Attention à la marche !. Face aux audiences déclinantes, TF1 a finalement décidé de mettre un terme au jeu en juin 2010.
L'émission est remplacée par Les Douze Coups de midi, un jeu inspiré de Crésus, animé en 2005 et 2006 par Vincent Lagaf', c’est Jean-Luc Reichmann lui-même qui a proposé le projet à TF1, afin de redresser les audiences de la case du midi.
Le 6 novembre 2011, il est le rédacteur en chef exceptionnel de l'émission Automoto diffusée sur TF1.
Du 9 juillet 2012 au 19 septembre 2014, il anime le jeu Au pied du mur !, diffusé sur TF1[réf. nécessaire].
À l'occasion de la co-animation tournante de la saison 8 de Danse avec les stars, il co-anime avec Sandrine Quétier un numéro du concours de danse, le jour de son anniversaire le 2 novembre 2017.
En décembre 2018, il anime le nouveau jeu C'est déjà Noël.

#### Autres activités
En 2010, il joue au théâtre dans la pièce Personne n'est parfait aux côtés de Corinne Touzet. Il reprend cette pièce en novembre 2011 avec Véronique Jannot. La même année, il lance la série Victor Sauvage produite par Endemol France, mais celle-ci est arrêtée après trois épisodes en raison d'audiences déclinantes.
En novembre 2011, il participe à l'album de Thierry Gali Il était une fois, en soutien de l'action de l'Unicef.
Depuis le 12 décembre 2013, il est la vedette de la série, Léo Mattéï, Brigade des mineurs sur TF1.

## Popularité
- Jean Luc Reichmann est  no 2 des animateurs préférés des 30 dernières années selon le sondage Ipsos / Sopra Steria / Tele Cable Sat en date du 12 octobre 2020. Il recueille 26,8 % des voix (le no 1 étant Nagui avec 27,6 %) suivi de Yann Barthès, Christophe Dechavanne et Vincent Lagaf'. Jean Luc Reichmann devient no 1 pour les femmes et les moins de 30 ans.
- Selon TV Mag, Jean Luc Reichmann est l'un des animateurs télévisés préférés des Français selon plusieurs classements établis ces dernières années et n'a jamais quitté le top 5.

## Engagement
À ses débuts, Jean-Luc Reichmann a imposé dans son contrat de travail que ses émissions sur TF1 soient sous-titrées pour que les personnes malentendantes puissent les regarder. Il pratique la langue des signes couramment.[réf. souhaitée]
En 2016 et 2017, Jean-Luc Reichmann est le parrain de l'association CAP48 de la RTBF qui lutte contre les discriminations envers les personnes handicapées.

## Vie privée
Jean-Luc Reichmann porte une marque de naissance, une tache de vin sur le nez. Dans son enfance, sa mère a tenté en vain de la lui faire retirer à coup de séances de laser à l'hôpital. Lorsqu'il animait l'émission Les Z'amours, il masquait à l'écran cet angiome derrière du fond de teint, et ce pendant plusieurs années, mais décida par la suite de l'assumer et de le montrer à l'antenne.
Il partage sa vie avec Nathalie Lecoultre, et a six enfants issus d'une famille recomposée.

## Théâtre
- 1989-1994 : Les Précieuses ridicules, comédie musicale d'après l'œuvre de Molière[15]
- 2010, du 12 mars au 27 juin : Personne n'est parfait de Simon Williams, mise en scène Alain Sachs, Théâtre des Variétés
- 2011, du 24 novembre au 18 mars 2012 : Personne n'est parfait de Simon Williams, mise en scène Alain Sachs, Théâtre des Bouffes-Parisiens
- 2015, du 10 janvier au 29 mars 2015 ; Hibernatus de Jean Bernard-Luc, mise en scène Steve Suissa, Théâtre de la Michodière
- 2018 : à partir du 25 janvier : Nuit d'ivresse  de Josiane Balasko, mise en scène Nathalie Lecoultre, Théâtre de la Michodière
- 2024 : à partir du 14 février : Le Bracelet  de Isabelle Mergault, mise en scène Serge Postigo, Théâtre des nouveautés

## Filmographie

### Cinéma
- 1993 : Le Tronc de Bernard Faroux et Karl Zéro : Oscar Foulard, le tronc (voix uniquement)

### Télévision
- 1990 : Tribunal (épisode 210, Lola mon amour) : Benoît Louvin
- 1991 : Navarro de Gérard Marx (saison 3, épisode 10) : Marceau
- 1995 : Nestor Burma de Daniel Losset (saison 1, épisode 21)
- 1999 : Evamag : lui-même
- 2000 : La Trilogie marseillaise (Marius) : Le Bosco du Coromandel
- 2008 : Le monde est petit de Régis Musset : Richard
- 2009 : Joséphine, ange gardien de Laurent Chouchan (épisode Ennemis Jurés) : Antoine Blondel
- 2010 à 2011 : Victor Sauvage de Patrick Grandperret : Victor Sauvage
- 2012 : Nos chers voisins fêtent Noël : Monsieur Brochant, le nouveau voisin.
- Depuis 2013 : Léo Matteï, Brigade des mineurs de Tristan Aurouet : Léo Matteï
- 2021 : Joséphine, ange gardien de Laurent Chouchan (épisode 101, Les patins de l'espoir) : Gabriel, l'entraîneur d'Hugo
- 2025 : Demain nous appartient (saison 8) : Pierre Dalvin

## Doublage

### Cinéma
- 1992[33] : Porco Rosso d'Hayao Miyazaki : Donald Curtis
- 1999 : Animaniacs, le film : Wakko et l'Étoile magique : le narrateur
- 2000 : Les Aventures de Rocky et Bullwinkle : le narrateur
- 2007 : Nocturna, la nuit magique de Victor Maldonado et Adrià Garcia : le berger des chats

### Télévision
- 1992 : Les Misérables : le narrateur

### Jeux vidéo
Jean-Luc Reichmann a prêté sa voix pour les jeux de football sur Sony PlayStation : All Star Soccer, FIFA 98 : En Route pour la Coupe du Monde, Coupe du monde 98, FIFA 99, FIFA 2000, et UEFA Euro 2000.

## Animation

### Radio
- 1981 : pionnier de la radio libre à Toulouse sur RDC
- 1982 : animateur de jeu sur la radio toulousaine Radio Cambos
- 1987 : animateur de la matinale d'NRJ Toulouse
- 1989 : RFM
- 1996-1997 : Europe 1 Dimanche folies (le dimanche de 9 à 12 heures, puis de 10 à 12 heures à partir de février 1987)
- 2000 : animateur de l'émission Allô Jean-Luc sur RMC
- 2001 : animateur de RTL vous offre vos vacances sur RTL
- 2002 - 2003 : animateur du jeu Vous avez bien deux minutes ? sur RTL
- 2005 - 2008 : animateur de la matinale de RFM
- Depuis 2025 : On se tutoie sur Nostalgie

### Télévision
Jusqu'en 2000, Jean-Luc Reichmann officie sur France 2. Il rejoint en 2001 la chaîne privée TF1. Il y produit la plupart de ses émissions avec sa société Formidooble, rachetée par Endemol en 2008.
- 1995 : Le Trophée Campus - France 2
- 1995 - 2000 : Les Z'amours - France 2
- 1997 - 1998 : Un poisson dans la cafetière - France 2
- 1997 - 1998 : Quand la musique est bonne - France 2
- 1998 : Jeux sans frontières - France 2
- 1999 : Le grand tralala - France 2
- 1999 - 2000 : Les Forges du désert - France 2
- 2000 : Fallait y penser ! - France 2
- 2001 - 2002 : La soirée sauvage - TF1
- 2001 - 2010 : Attention à la marche ! - TF1
- 2005 : Telle mère, telle fille - TF1
- 2005 : 120 minutes de bonheur - TF1
- 2007 - 2008 : Phénoménal - TF1
- 2007 : Le Top 50 du rire - TF1
- 2009 : Identity - TF1
- Depuis 2010 : Les Douze Coups de midi - TF1
- 2012 - 2014 : Au pied du mur ! - TF1
- 2015 : Le Champion de la télé - TF1
- 2016 : Puppets ! Le grand show des marionnettes - TF1
- 2017 : Danse avec les stars (coprésentation du prime time du 2 novembre avec Sandrine Quétier) - TF1
- 2018 et 2020 : Sans collier - TF1 puis TFX
- 2018: C'est déjà Noël - TF1
- 2022 : Game of Talents - TF1

### Voix off
- 1988-2001 : Les Guignols de l'info (voix off)
- 1989-1994 : Tribunal de Frédéric Astier et Jacques Audoir (244 épisodes) : le présentateur
- 1990-1992 : Motus (voix off)
- 1991-1995 : Que le meilleur gagne (voix off)
- 1992 : Le Juste Prix (voix off)
- 1994-1996 : N'oubliez pas votre brosse à dents (voix off)
- 1995-1996 : Miroir, mon beau miroir (voix-off)
- 1996-1997 : Vous ne rêvez pas ! de Gérard Pullicino : Jnoun
- 2018 et 2020 : Sans collier de Lyes Boudechiche : le narrateur